# Camboulazet
Camboulazet är en kommun i departementet Aveyron i regionen Occitanien i södra Frankrike. Kommunen ligger  i kantonen Baraqueville-Sauveterre som ligger i arrondissementet Rodez. År 2022 hade Camboulazet 401 invånare.

## Befolkningsutveckling
Antalet invånare i kommunen Camboulazet
Referens: INSEE